# Ángeles Ottein
María de los Ángeles Nieto Iglesias, coneguda artísticament com a Ángeles Ottein, (Algete, Madrid, 24 de juny de 1895 – Madrid, 12 de març de 1981) fou una soprano espanyola. Per raons artístiques va fer servir el nom de Ángeles Ottein, invertint el seu cognom, amb una doble te.

## Biografia
Fou filla de José Nieto, natural de Santiago de Compostel·la, notari de professió, i d'Erundina Iglesias, originària de Ferrol. El matrimoni va tenir una altra filla que va brillar amb llum pròpia com a cantant lírica: la també soprano Ofelia Nieto, tres anys menor que Ángeles.
Ambdues van començar els seus estudis de cant al Reial Conservatori de Madrid, amb el tenor mallorquí Lorenzo Simonetti, un cantant italià que havia participat en l'estrena del 16 de març de 1895 de l'òpera La Dolores de Tomás Bretón.
El 5 de setembre de 1914 Ángeles va debutar al Teatre de la Zarzuela de Madrid, cantant l'òpera Marina d'Emilio Arrieta.
Més tard es va presentar al Coliseu dos Recreios de Lisboa, debutant el febrer de 1917 amb Il barbiere di Siviglia. A continuació, va cantar en els principals teatres italians, com ara el Teatre Costanzi de Roma o el Teatre San Carlo de Nàpols. Va arribar a cantar Il barbiere di Siviglia de Rossini al costat del millor Almaviva del seu temps: el tenor italià Tito Schipa.
El 20 de desembre de 1917 va debutar al Teatro Real de Madrid amb l'òpera Rigoletto, una obra que alternaria amb la soprano barcelonina Maria Barrientos. Ottein va debutar acompanyada de Tito Schipa, Armand Crabbé i Marcel Journet, sota la direcció de Giulio Falconi. L'u de gener de 1918 interpretava Mignon d'Ambroise Thomas al Real, amb Ninón Vallín Pardo, Maria Valverde, Schipa i altres, sota la direcció d'Artur Saco del Valle. Va anar després a cantar al Gran Teatre del Liceu, també en temporada 1917-1918, intervenint en Rigoletto de Giuseppe Verdi, Mignon i Il barbiere di Siviglia.
En 1918 va fer la seva única temporada al Teatre Colón de Buenos Aires, on va cantar Il barbiere di Siviglia al costat del baríton Mariano Stabile; Mignon al costat de la mezzosoprano Gabriella Besanzoni i Rigoletto al costat del tenor Charles Hackett i del baríton Luigi Montesanto. Va participar també en la festivitat de Sant Jaume, el 25 de juliol de 1918, al Teatre Sant Martí, una festa organitzada pel Centre Gallec de la capital argentina. Una altra de les participants va ser l'actriu i cantant argentina Lola Membrives.
Després d'una gira per Itàlia, el 1920 va tornar a l'Amèrica del Sud on va cantar Il barbiere di Siviglia, Lucia di Lammermoor i Thaïs, aquesta última de Jules Massenet, al Perú, i Condor d'Anônio Carlos Gómes a Rio de Janeiro al costat del tenor Bernardo de Muro. Aquest mateix any, a l'abril, havia tornat a Espanya, on va cantar Rigoletto i Il barbiere di Siviglia al Teatre Principal de València al costat del tenor Tito Schipa.
El 1921 va marxar a l'Havana amb la companyia d'Adolfo Baracle. Va marxar després a Nova York, cantant al Metropolitan Opera House les òperes Il barbiere di Siviglia, en el seu debut del 10 de març de 1922, amb Titta Ruffo, Rigoletto, amb Giuseppe Danise, i Lucia di Lammermoor de Gaetano Donizetti, amb Beniamino Gigli.
El 1922 va cantar a la companyia Ensemble d'Òpera de Cambra del tenor Armand Crabbé i la soprano Marimí del Pozo, estrenant al Teatre de la Comèdia de Madrid l'òpera Fantochines, de Conrado del Campo. A continuació, i amb la mateixa companyia, va cantar a El Pelele de Julio Gómez i La guitarra de Carlos Pedrell.
El 1924, i substituint la soprano Sara César, va tenir l'oportunitat de presentar-se al Teatre Municipal de Santiago de Xile, cantant La bohème de Giacomo Puccini, al costat del tenor Ismaele Voltolini, el baríton Carlo Morelli i el baix Gaudio Mansueto. A Valparaíso va cantar Il barbiere di Siviglia al costat del tenor Armand Crabbé, el baix Gaudio Mansueto i el seu cunyat, l'espòs de la seva germana Ramona Nieto, el baríton Carlos del Pozo. Al Teatre Fábregas de Mèxic va cantar Dinorah de Giacomo Meyerbeer i Il segreto di Susanna d'Ermanno Wolf-Ferrari al costat del tenor Armand Crabbé.
El 1925 va tornar a cantar Fantochines, ara al Teatre Esperanza Iris de Mèxic.
El 1926 va cantar al Teatre Apolo de Madrid Rigoletto, al costat de tenor Miguel Fleta; i Lucia di Lammermoor, al costat de Juan Rosich. Aquell mateix any es va casar amb Enrique Naya i es va retirar a l'Havana, encara que poc després va tornar a l'escena.
En 1935, al Teatre Calderón de Madrid realitzaria una maratoniana temporada cantant La traviata de Verdi al costat del tenor Antonio Cortis i el baríton Celestino Sarobe; Il barbiere di Siviglia amb el tenor Baltasar Lara i el baríton Celestino Sarobe; Rigoletto, al costat del tenor Hipòlit Lázaro i el baríton Celestino Sarobe; Pagliacci de Ruggero Leoncavallo amb el tenor Antonio Cortis i el baríton Augusto Ordóñez; Il segreto di Susanna; el rol de Musetta de La bohème, al costat del tenor Hipòlit Lázaro, la soprano Matilde Revenga, el baríton Augusto Ordóñez, el baix Gabriel Olaizola i el baríton Carlos del Pozo.
El 1942 va començar a exercir de professora de cant.
El 1944 va cantar sota la direcció d'Ataúlfo Argenta en la presentació d'aquest director a Ràdio Nacional d'Espanya.
El 1958 va obtenir una plaça com a professora del Conservatori de Madrid, on va tenor com a alumnes les sopranos Marimí del Pozo, neboda seva (filla de Ramona), Ketty Fernández, Consuelo Rubio, Pilar Lorengar i María Luisa Nache.
El 1959 va cantar en públic per última vegada, al casament del seu únic fill Enrique Naya Nieto amb la seva alumna Ketty Fernández.
El 1960, després d'enviudar, es va traslladar a viure a Puerto Rico, on va ser professora del Conservatori Pau Casals durant deu anys.
El 1971 va tornar a Madrid.
El 1981, malalta d'Alzheimer, va morir a l'Hospital Psiquiàtric Alonso Vega (actualment Hospital Dr. Rodríguez Lafora) de Madrid el dia 12 de març.

## Discografia
Entre els enregistraments d'òpera, cal destacar per a la discogràfica Phonotype, fragments de Manon Lescaut de Daniel Auber, la cabaletta final de La sonnambula de Vincenzo Bellini o Una voce poco fa d'Il barbiere di Siviglia.
Pel que fa a la sarsuela, els registres són més abundants: El barbero de Sevilla de Gerónimo Giménez; La canción del olvido de José Serrano, al costat del baríton Marcos Redondo; o Katiuska de Pablo Sorozábal. Va gravar amb la discogràfica Odeón unes seleccions de Luisa Fernanda de Federico Moreno Torroba al costat del tenor Emili Vendrell i de Marcos Redondo; Maruxa d'Amadeu Vives, al costat de la seva germana, la soprano Ofelia Nieto, el tenor Carlo Galeffi i el baix Aníbal Vela.